# Behringer
BEHRINGER Spezielle Studiotechnik GmbH je německá firma zaměřující se na vývoj a výrobu audiotechniky. Vznikla v roce 1989 a díky masivní (a tudíž levné) sériové výrobě se brzy dostala do vedení v prodeji relativně levné audiotechniky. Firma vyrábí mixážní pulty, mikrofony, reproboxy, komba, hudební efekty a hudební nástroje. V současnosti jejím nejslavnějším produktem je digitální mixážní pult X32, který se díky své nízké pořizovací ceně a širokým možnostem rychle rozšířil mezi zvukaře.